# Myiarchus cinerascens
Myiarchus cinerascens е вид птица от семейство Tyrannidae.

## Разпространение
Видът е разпространен в Гватемала, Канада, Коста Рика, Мексико, Никарагуа, Салвадор, САЩ и Хондурас.